# Martin Sus (Fußballspieler, 1989)
Martin Sus (* 8. Mai 1989 in Brünn) ist ein tschechischer Fußballspieler.

## Vereinskarriere
Sus begann mit dem Fußballspielen bei ČAFC Židenice, wechselte aber schon bald zum 1. FC Brno. Am 1. Februar 2007 unterschrieb Sus einen Vertrag beim 1. FC Brno, der nach Sus Angaben ein Monatsgehalt von 5.000 Kronen und damit einen Amateurvertrag, nach Klubangaben eines von 8.000 Kronen, und damit einen Profivertrag, vorsah. Für Februar bis April 2007 bekam der Spieler 5.000 Kronen vom Klub überwiesen, im Mai 2007 7.100 Kronen, danach jedoch nichts mehr.
Sus erhielt im Juni 2007 ein Vertragsangebot des holländischen Ehrendivisonärs FC Twente Enschede, der in Annahme des Amateurstatus des Spielers nur die entsprechende Ausbildungsentschädigung an den 1. FC Brno zahlen wollte. Der tschechische Erstligist allerdings verlangte eine Ablösesumme in Höhe von zwei Millionen Euro mit der Begründung, der Spieler besitze einen gültigen Profivertrag.
Am 27. Juni bat Sus beim tschechischen Fußballverband ČMFS um Löschung seiner dortigen Registrierung, was am 17. Juli geschah. Zwischenzeitlich hatte jedoch der Klub am 29. Juni den angeblichen Profivertrag mit Sus beim ČMFS registrieren lassen, was dazu führte, dass ein beim Verband nicht registrierter Spieler einen beim Verband registrierten Vertrag hatte.
Am 6. September 2007 bat der FC Twente Enschede um Transfererlaubnis. Zwei Monate später wies der tschechische Fußballverband die Bitte mit der Begründung ab, Sus verfüge über einen gültigen Profivertrag mit dem 1. FC Brno. Am 6. Dezember 2007 kündigte Sus seinen Vertrag mit dem 1. FC Brno, was der Verein mit einem Schreiben vom 4. Januar 2009 jedoch nicht akzeptierte. Allerdings enthielt der Vertrag eine Klausel, nach der ein Widerspruch zur Kündigung innerhalb vom 15 Tagen zu erfolgen hatte, andernfalls gelte eine Kündigung als akzeptiert. Sus erstattete am 31. März 2008 gegen den 1. FC Brno Strafanzeige wegen Vertragsfälschung, weil seinen Angaben nach seine Unterschrift unter dem Profivertrag gefälscht war.
Am 22. August 2008 verklagte Sus den tschechischen Fußballverband in Utrecht, am 5. November 2008 gab ihm das dortige Gericht in allen Punkten Recht und wies den ČMFS an, den Transfer nach Enschede zu ermöglichen. In der Folge schaltete sich auch die UEFA in den Rechtsstreit ein und entschied im Sinne von Sus.
Im Februar 2009 konnte Sus schließlich einen Vertrag beim FC Twente Enschede unterschreiben. Dort wurde der Tscheche in die Juniorenmannschaft Jong FC Twente eingereiht. Weil Sus der erhofften Sprung in den Profikader nicht gelang, löste er seinen Vertrag mit dem FC Twente vorzeitig auf. Im September 2009 schloss er sich seinem Ex-Klub 1.FC Brno an, für den er am 2. Oktober 2009 im Spiel gegen den 1. FK Příbram in der Gambrinus Liga debütierte.

## Nationalmannschaft
Sus spielte im März 2007 zwei Mal für die tschechische U-18-Auswahl.